# Isländische Badminton-Mannschaftsmeisterschaft 2019
Die Isländische Badminton-Mannschaftsmeisterschaft 2019 fand im Modus „Jeder gegen jeden“ vom 15. bis zum 17. Februar 2019 in Reykjavík statt. Meister wurde das Team von Tennis- og Badmintonfélag Reykjavíkur.

## Endstand
| Platz | Team              | Punkte | Spiele | G | U | V | Spielpunkte |   |    | Sätze |   |    | Bälle |   |      |
| 1     | TBR – Undirhundar | 7      | 4      | 3 | 1 | 0 | 20          | - | 12 | 43    | - | 30 | 1351  | - | 1260 |
| ----- | ----------------- | ------ | ------ | - | - | - | ----------- | - | -- | ----- | - | -- | ----- | - | ---- |
| 2     | TBR – Skagasmass  | 6      | 4      | 3 | 0 | 1 | 21          | - | 11 | 46    | - | 28 | 1399  | - | 1265 |
| 3     | TBR – Öllarar     | 5      | 4      | 2 | 1 | 1 | 19          | - | 13 | 41    | - | 31 | 1334  | - | 1238 |
| 4     | TBR – Geitin      | 2      | 4      | 1 | 0 | 3 | 14          | - | 18 | 34    | - | 39 | 1297  | - | 1276 |
| 5     | BH                | 0      | 4      | 0 | 0 | 4 | 6           | - | 26 | 17    | - | 53 | 1058  | - | 1400 |